# 松島幹線

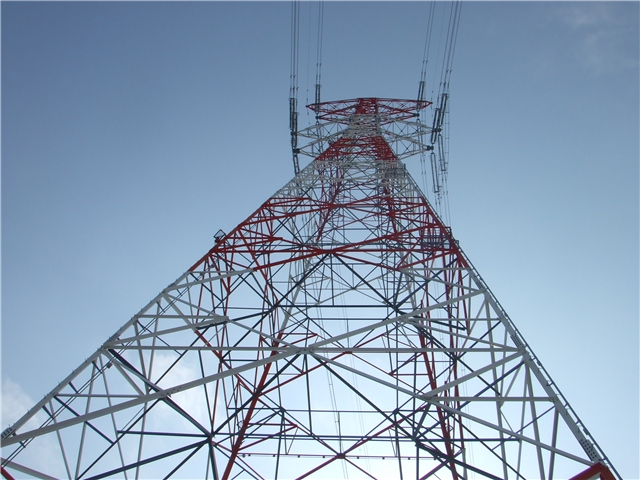
松島幹線75号鉄塔

松島幹線(まつしまかんせん)とは、宮城県女川町の女川原子力発電所から宮城県仙台市の宮城中央変電所に至る東北電力の超高圧送電線である。本ページでは宮城中央変電所についても説明する。

## 概要
宮城県牡鹿郡女川町の女川原子力発電所から宮城県仙台市の宮城中央変電所に至る全長84.3kmの超高圧送電線である。女川原子力発電所3号機の新設（2002年稼働）に伴い、既設の牡鹿幹線と鳴瀬幹線では容量が不足するため建設が計画された。東北電力の1999年度供給計画に、むつ幹線、北奥幹線、山形幹線とともに盛り込まれた。1992年に設計と現地調査が始まる。計画中に経路の途中にある上品山近くにイヌワシの営巣地があることが判明し、工事に際してイヌワシを保護するための対策を行うよう県が東北電力を指導した。
1998年11月に着工。宮城中央開閉所を含めた総工費は約464億円で、鉄塔の基礎掘削に拡底基礎工法を導入するなどにより、約58億円のコスト削減を実現した。最も高い鉄塔は高さ130mで、転落事故を防止するために電線の切断や器具の装着などの作業は可能な限り地上で行っておく新工法が採用された。工事中は周辺住民や地権者に悪影響ができないように配慮された。2001年4月に運用を開始。
2011年の東日本大震災では、女川原子力発電所に接続されている5系統の外部電源のうち4系統が停止、松島幹線の2系統のうち1系統だけが女川原子力発電所への送電を保った。女川原発では非常発電機が稼働できたことと松島幹線からの外部電力によって、10時間後に全ての原子炉が冷温停止できた。

## 主要項目
- 区間: 女川原子力発電所 - 宮城中央変電所[10][11]
- 鉄塔基数: 233基[12]
- 亘長: 84.29km[13][注釈 3]
- 電圧: 275kV（27万5千ボルト）[3][2][9]
- 回線数: 2回線
- 使用電線: (おもに)亜鉛めっき鋼心アルミ合金撚線（超強力・耐熱）780㎟×2導体

## 宮城中央変電所
宮城中央変電所は、仙台市泉区にある送電設備で松島幹線と宮城中央支線を接続する要所である。東北電力の1999年度供給計画で「宮城中央開閉所」として計画された。2001年4月に松島幹線に合わせて稼働を開始。当初は27万5000ボルト4回線であったが、2010年より50万ボルトの十和田・北上幹線の構築に関連して、宮城中央支線が50万ボルトに昇圧されるために150万KVAの変圧器を設置して変電所化する工事が2007年4月より開始された。変圧器は巻き線・コア・タンクに分解して搬入し、敷地内の作ったクリーンハウス内で再組立てを行うことにより、周辺公道の大規模な補強工事を不要とした。変電所化によって名称も「宮城中央変電所」に変わり、回線も50万ボルト2回線となった。
北緯38度21分9.9秒 東経140度45分6.7秒 / 北緯38.352750度 東経140.751861度